# Liealgebrakohomologi
I matematik er Liealgebrakohomologi en kohomologiteori for Liealgebraer. Den blev defineret af Claude Chevalley og Samuel Eilenberg (1948) for at give en algebraisk konstruktion af kohomologien af de til kompakte Liegrupper underliggende topologiske rum. I artiklen af Chevalley og Eilenberg defineres et bestemt kompleks, kaldet Koszulkomplekset, for et modul over en Liealgebra, og kohomologien heraf defineres som den sædvanlige kohomologi af komplekset.

## Motivation
Hvis G er en kompakt enkeltsammenhængende Liegruppe, er den bestemt af sin Liealgebra, så det burde være muligt at udregne kohomologien af G ud fra kendskab til Liealgebraen. Dette kan gøres som følger. Kohomologien er de Rham-kohomologien af komplekset af differentialformer på G. Dette kan erstattes af komplekset af ækvivariante differentialformer, der omvendt kan identificeres med den ydre algebra af Liealgebraen med et passende differential. Konstruktionen af dette differential på en ydre algebra giver mening for enhver Liealgebra og bruges således til at definere Liealgebrakohomologi for alle Liealgebraer og ikke blot for Liealgebraer hørende til Liegrupper som ovenfor. Mere generelt giver en lignende konstruktion anledning til Liealgebrakohomologi med koefficienter i et modul.

## Definition
Lad {\displaystyle {\mathfrak {g}}} være en Liealgebra over en kommutativ ring R med universel indhylningsalgebra {\displaystyle U{\mathfrak {g}}}, og lad M være en repræsentation af {\displaystyle {\mathfrak {g}}} (eller, ækvivalent, et {\displaystyle U{\mathfrak {g}}}-modul). Ved at betragte R som den trivielle repræsentation af {\displaystyle {\mathfrak {g}}} fås kohomologigrupperne
{\displaystyle H^{n}({\mathfrak {g}};M):=\mathrm {Ext} _{U{\mathfrak {g}}}^{n}(R,M)},
hvor Ext her betegner Ext-funktoren. Ækvivalent er disse de højre-afledte funktorer af den venstreeksakte invariant-undermodul-funktor
{\displaystyle M\mapsto M^{\mathfrak {g}}:=\{m\in M\mid gm=0\ {\text{ for all }}g\in {\mathfrak {g}}\}}.
Analogt hertil kan man definere en Liealgebrahomologi ved
{\displaystyle H_{n}({\mathfrak {g}};M):=\mathrm {Tor} _{n}^{U{\mathfrak {g}}}(R,M)},
hvor Tor betegner Tor-funktoren. Disse svarer til de venstre-afledte funktorer af den højreeksakte koinvariant-funktor.
{\displaystyle M\mapsto M_{\mathfrak {g}}:=M/{\mathfrak {g}}M}.
Grundlæggende vigtige resultater om Liealgebrakohomologi omfatter blandt andet Whiteheads lemmaer, Weyls sætning og Levis dekompositionssætning.

## Kohomologi i lave dimensioner
Den nulte kohomologigruppe er pr. definition blot invarianterne af Liealgebraen virkende på modulet:
{\displaystyle H^{0}({\mathfrak {g}};M)=M^{\mathfrak {g}}=\{m\in M\mid gm=0\ {\text{ for all }}g\in {\mathfrak {g}}\}}.
Den første kohomologigruppe er rummet Der af derivationer modulo rummet Ider af indre derivationer
{\displaystyle H^{1}({\mathfrak {g}};M)=\mathrm {Der} ({\mathfrak {g}},M)/\mathrm {Ider} ({\mathfrak {g}},M)}
hvor en derivation d er en afbildning fra Liealgebraen til M, så
{\displaystyle d[x,y]=xdy-ydx},
og en sådan kaldes indre, hvis den er givet ved
{\displaystyle dx=xa}
for et a i M.
Den anden kohomologigruppe
{\displaystyle H^{2}({\mathfrak {g}};M)}
er rummet af ækvivalensklasser af Liealgebraudvidelser
{\displaystyle 0\rightarrow M\rightarrow {\mathfrak {h}}\rightarrow {\mathfrak {g}}\rightarrow 0}
af Liealgebraen med modulet M.